# Motim do HMS Bounty

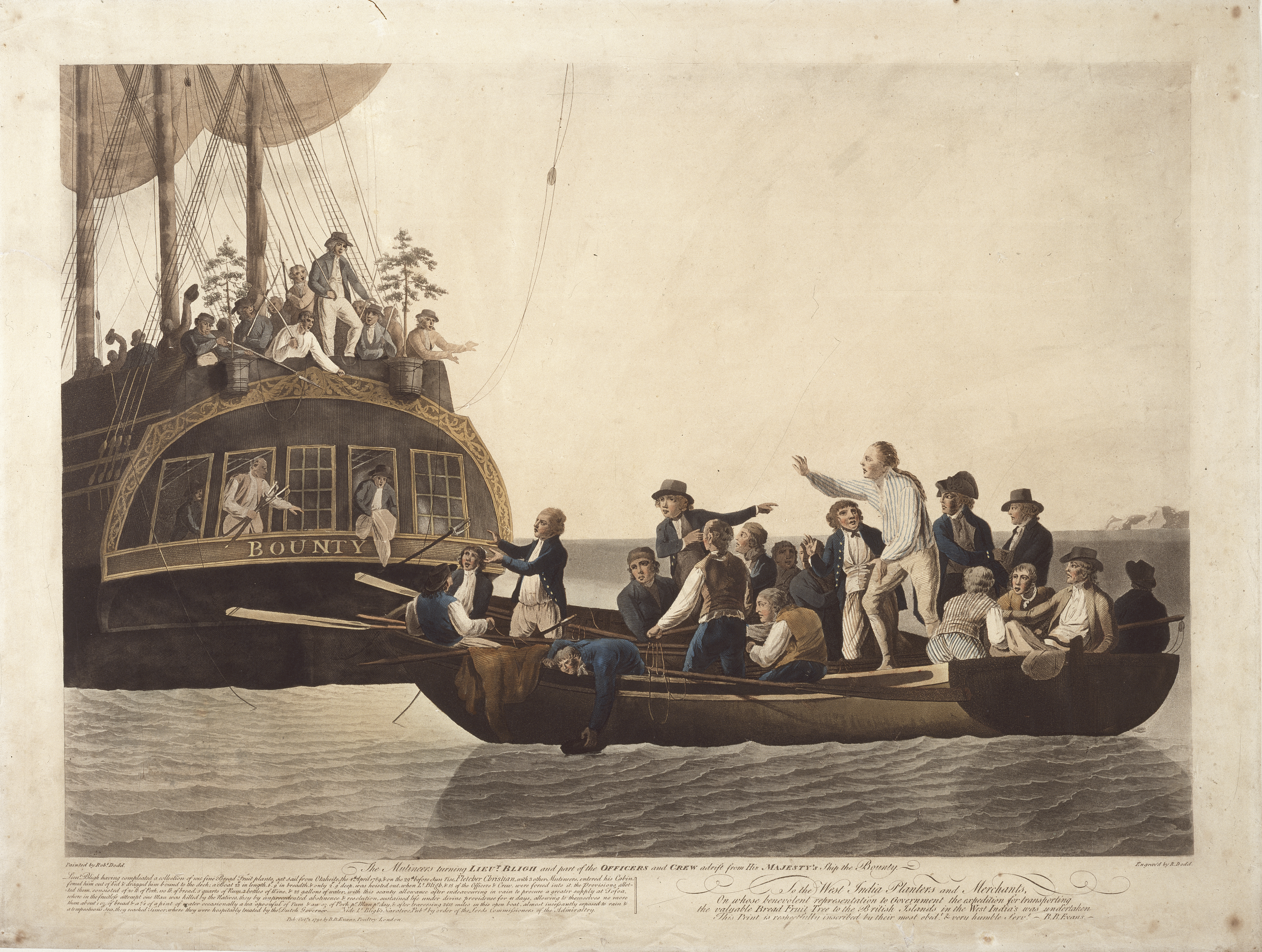
Fletcher Christian e os amotinados deixam o tenente William Bligh e outros marinheiros à deriva no mar. Pintura de Robert Dodd em 1790, no Museu Marítimo Nacional.

O motim do HMS Bounty ocorreu a bordo do navio HMS Bounty da Marinha Real Britânica em 28 de abril de 1789 no meio do Oceano Pacífico. Tripulantes insatisfeitos liderados pelo mestre assistente Fletcher Christian tomaram o controle da embarcação das mãos de seu comandante, o tenente William Bligh, deixando-o à deriva abordo de um bote com poucos suprimentos junto com outros dezoito marinheiros. Os amotinados se estabeleceram no Taiti ou nas Ilhas Pitcairn; enquanto isso Bligh conseguiu realizar uma viagem de mais de 6 500 quilômetros no bote até encontrar terra, começando então um processo para levar os amotinados para a justiça.
O Bounty havia deixado a Grã-Bretanha em 1787 para recolher e transportar frutas-pão do Taiti até as Índias Ocidentais. A disciplina dentre os homens se deteriorou depois de cinco meses de descanso passados no Taiti, período em que muitos marinheiros viveram em terra e formaram ligações sexuais com mulheres nativas. As relações de Bligh com sua tripulação foram piorando à medida que ele passava punições cada vez mais severas e aumentava suas críticas e abusos, com Christian sendo um alvo frequente. Ele realizou com sucesso um motim contra o comandante por volta de três semanas depois do navio ter deixado o Taiti.
Bligh conseguiu voltar para a Grã-Bretanha em abril de 1790 e o Almirantado Britânico enviou o HMS Pandora para prender os amotinados. Catorze foram capturados no Taiti e aprisionados no navio, que então procurou sem sucesso por Christian e o resto dos homens que haviam ficado em Pitcairn. O Pandora encalhou na Grande Barreira de Coral no caminho de volta, perdendo 31 tripulantes e quatro prisioneiros do Bounty. Os dez restantes chegaram na Grã-Bretanha em junho de 1792 e foram julgados na corte marcial; quatro foram absolvidos, três perdoados e três enforcados.
O grupo de Christian permaneceu sem ser descoberto até 1808, altura em que apenas um dos amotinados, John Adams, ainda estava vivo. Quase todos os outros homens, incluindo Christian, haviam sido mortos uns pelos outros ou por suas companheiras polinésias . Nenhuma ação foi tomada contra Adams. Os descendentes dos amotinados com suas consortes taitianas vivem até os dias de hoje em Pitcairn. A visão que acabou entrando no imaginário popular era a de Bligh como um tirano e Christian como uma vítima trágica das circunstâncias, como mostrada em vários filmes sobre os eventos, porém historiadores dos séculos XX e XXI estão trazendo uma imagem mais simpática de Bligh.

## Antecedentes

### Navio e missão

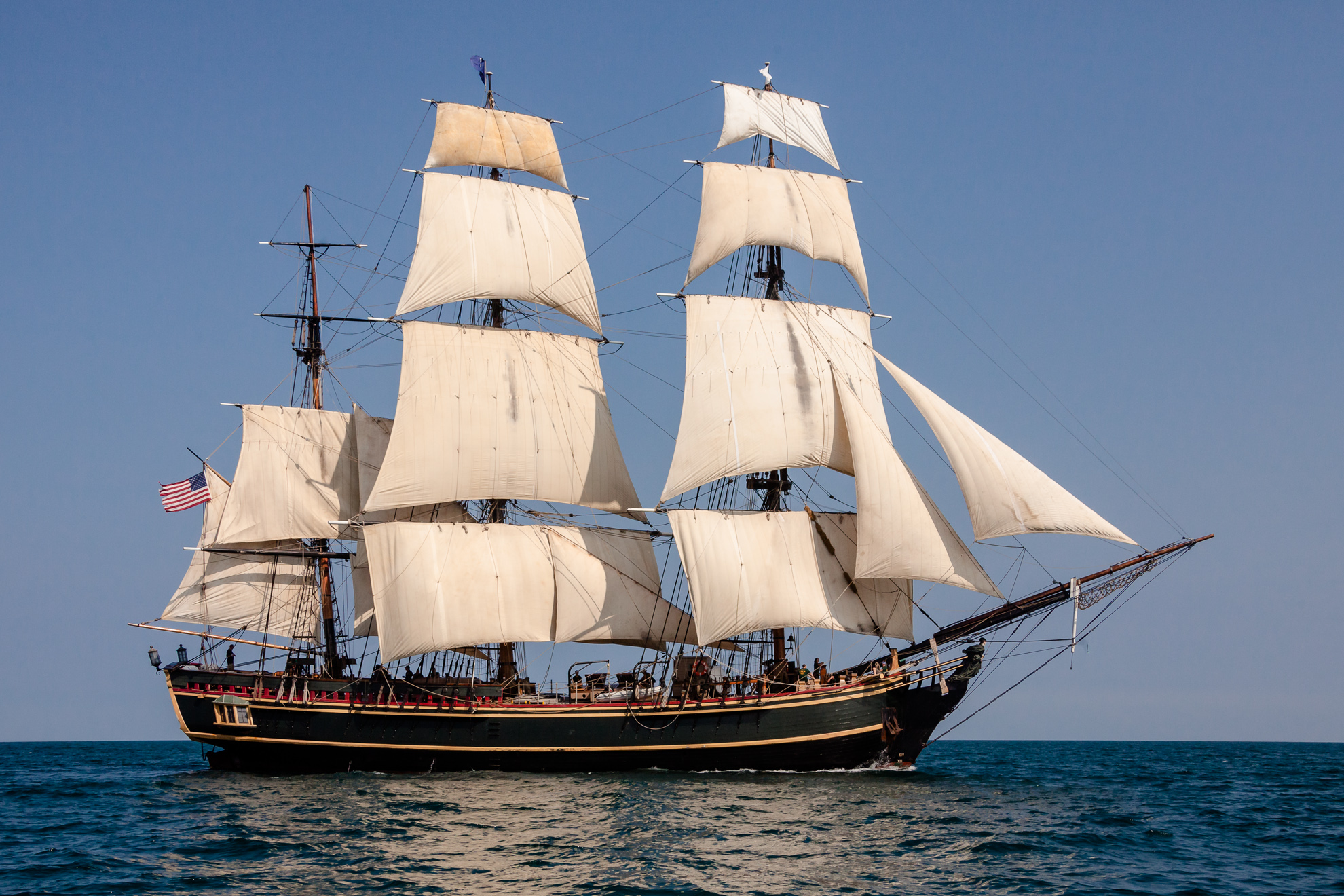
Reconstrução de 1960 do Bounty

O HMS Bounty foi construído em 1784 no estaleiro da família Blaydes em Kingston upon Hull, Yorkshire, originalmente como um navio carvoeiro chamado Bethia. Ele foi rebatizado em maio de 1787 depois de ser comprado por 1 950 libras esterlinas pela Marinha Real Britânica. O Bounty tinha três mastros, 28 m de comprimento por 7,6 m de largura, com uma capacidade de carga de 230 t. Seu armamento consistia em quatro canhões curtos e dez pequenos canhões giratórios, suplementados com pequenas armas como mosquetes. Foi classificado pelo Almirantado Britânico como um cúter, a menor categoria de um navio de guerra, assim seu comandante seria um tenente ao invés de um capitão, sendo o único oficial abordo. O mandato de cúter também não garantia o destacamento usual de Fuzileiros Navais que os comandantes usavam para reforçar sua autoridade.
O Bounty foi adquirido para transportar frutas-pão do Taiti (então chamada de "Otaheite"), uma ilha polinésia no sul do Oceano Pacífico, até as colônias britânicas nas Índias Ocidentais. A expedição foi patrocinada pela Royal Society e organizada por seu presidente sir Joseph Banks, que compartilhava a visão dos donos de plantações caribenhos de que frutas-pão poderiam ser cultivadas lá e servir como comida barata para os escravos. Banks supervisionou a reforma do Bounty realizada no Estaleiro Deptford no rio Tâmisa. A cabine, normalmente os aposentos do capitão, foi convertida em uma estufa para mais de cem frutas-pão, com janelas vidraçadas, clarabóias, um convés coberto e um sistema de drenagem para impedir o desperdício de água fresca. O espaço necessário para esses arranjos em uma navio pequeno significou que a tripulação passaria por uma superlotação durante toda viagem.

### William Bligh

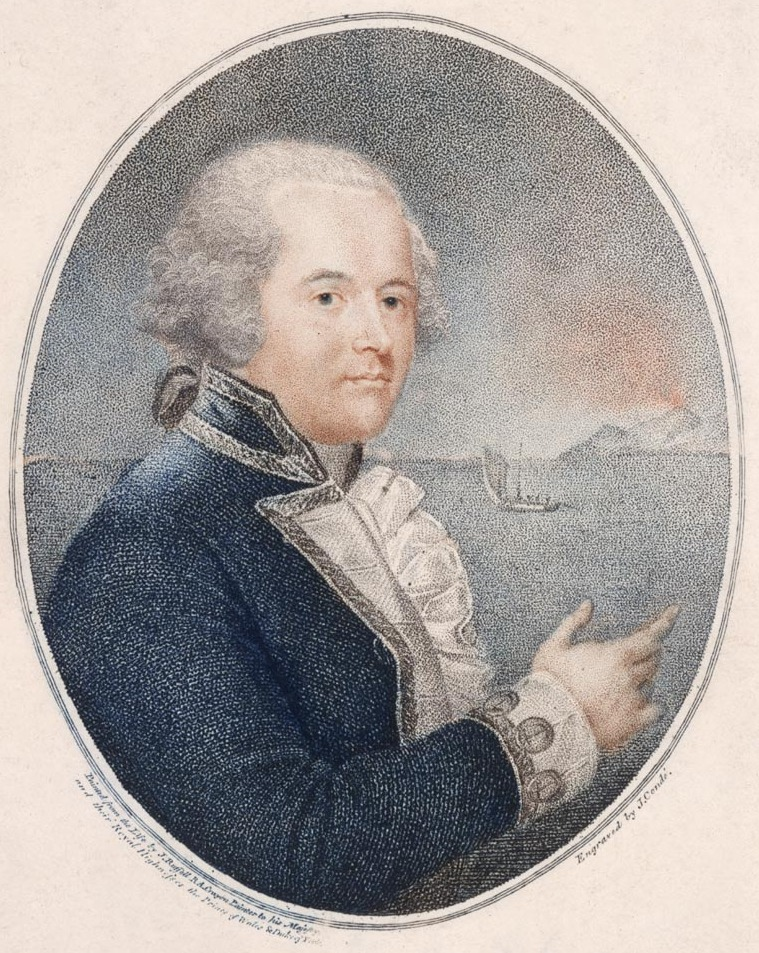
Bligh por J. Ruffell c. 1792, no Museu Marítimo Nacional

O comando da expedição foi entregue com a aprovação de Banks ao tenente William Bligh, cujas experiências anteriores incluíam a terceira e última viagem de James Cook entre 1776 e 1780 quando serviu como mestre de navegação abordo do HMS Resolution. Bligh nasceu em 1754 na cidade de Plymouth, Devon, vindo de uma família com tradição militar e naval. Sua nomeação para o navio de Cook aos 21 anos de idade foi considerada uma honra, apesar de Bligh acreditar que sua contribuição não foi propriamente reconhecida no relato oficial da expedição. O tamanho da marinha britânica foi reduzido depois do fim da Guerra da Independência dos Estados Unidos em 1783, com Bligh sendo dispensado e recebendo metade do pagamento.
Bligh passou por um período de ociosidade e então conseguiu trabalho temporário na marinha mercante, sendo comandante em 1785 do Britannia, navio propriedade do tio de sua esposa Duncan Campbell. Bligh assumiu em 16 de agosto de 1787 a nomeação no Bounty, com um considerável custo financeiro: seu pagamento de quatro xelins por dia (totalizando setenta libras por ano) contrastava com as quinhentas libras anuais que recebeu como comandante do Britannia. Ele também teve de assumir a posição de comissário do Bounty por causa do limitado número de oficiais abordo. Suas ordens para a viagem ditavam que Bligh deveria entrar no Pacífico através do Cabo Horn, coletar as frutas-pão, velejar para leste na direção do Estreito Endeavour e cruzar os oceanos Índico e Atlântico até as Índias Ocidentais. O Bounty assim completaria uma circum-navegação completa pela Terra.

### Tripulação
A tripulação do Bounty consistia em 46 homens, dos quais 44 eram marinheiros da Marinha Real e dois eram botânicos civis. Diretamente abaixo de Bligh estavam seus subtenentes, nomeados pelo Conselho da Marinha e chefiados pelo mestre de navegação John Fryer. Os outros subtenentes eram o contramestre, o cirurgião, o carpinteiro e o artilheiro. Foram adicionados vários aspirantes honorários – chamados de "jovens cavalheiros", eram aspirantes a oficiais navais – para os dois mestres assistentes e os dois aspirantes de marinha. Esses foram registrados no navio como marinheiros aptos, porém foram alojados com os aspirantes e tratados da mesma maneira que eles.
A maior parte da tripulação do Bounty foi escolhida por Bligh ou recomendada para ele por patrocinadores. William Peckover, o artilheiro, e Joseph Coleman, o armeiro, haviam servido com o tenente no Resolution; vários outros tinham velejado sob Bligh mais recentemente no Britannia. Dentre esses estava Fletcher Christian, então com 23 anos, que vinha de uma rica família de Cumberland. Christian havia escolhido uma vida no mar ao invés da carreira jurídica desejada por seus pais. Os dois homens já haviam viajado juntos em duas ocasiões para às Índias Ocidentais, tendo formado uma relação mestre–pupilo em que Christian acabou se tornando um navegador habilidoso. Christian, sendo um dos "jovens cavalheiros", estava disposto a servir no Bounty sem pagamento; Bligh mesmo assim lhe conferiu uma acomodação de mestre assistente. Outros jovens cavalheiros recomendados incluíam Peter Heywood de quinze anos de idade, que havia deixado a escola um ano antes para servir no HMS Powerful, um navio de treinamento em Plymouth. Sua recomendação veio de Richard Betham, um amigo da família Heywood e o sogro de Bligh.
Banks foi quem escolheu os dois botânicos, ou "jardineiros". O botânico chefe era David Nelson, um veterano da terceira expedição de Cook que já havia ido para o Taiti e aprendido um pouco da língua nativa. Seu assistente era William Brown, um ex-aspirante de marinha que já havia participado de batalhas contra os franceses. Banks também ajudou a conseguir acomodações de aspirante de marinha para dois de seus protegidos: Thomas Hayward e John Hallett.  A tripulação do Bounty era relativamente jovem, com a maioria tendo menos de trinta anos de idade; Bligh tinha 33 anos na época da partida. Dentre os tripulantes mais velhos estavam Peckover com 39 anos, que viajou nas três expedições de Cook, e Lawrence Lebogue, um ano mais velho e que serviu como fabricante de velas do Britannia. Os mais jovens abordo eram Hallett e Heywood, ambos com quinze anos quando deixaram a Grã-Bretanha.
O espaço habitável do navio era organizado a partir da patente. Bligh, tendo cedido a grande cabine, ocupava aposentos particulares no lado estibordo com uma área de jantar adjacente, com Fryer ocupando uma pequena cabine no lado aposto. O cirurgião Thomas Huggan, os outros subtenentes e Nelson ficavam em minúsculas cabines no convés inferior, enquanto os mestres assistentes, aspirantes de marinha e jovens cavalheiros ficavam acomodados todos juntos em uma área atrás da sala de jantar do comandante; eles tinham permissão de usar o tombadilho superior como oficiais subalternos. Os restantes ficavam em aposentos no castelo da proa, uma área sem janelas e ventilação que media 11 m de comprimento por 6,7 m de largura e 1,7 m de altura.
| Nome                | Patente/Função                    |
| ------------------- | --------------------------------- |
| William Bligh       | Tenente, Marinha Real: Comandante |
| John Fryer          | Subtenente: Mestre de navegação   |
| William Cole        | Subtenente: Contramestre          |
| William Peckover    | Subtenente: Artilheiro            |
| William Purcell     | Subtenente: Carpinteiro           |
| Thomas Huggan       | Subtenente: Cirurgião             |
| Fletcher Christian  | Mestre assistente                 |
| William Elphinstone | Mestre assistente                 |
| Thomas Ledward      | Assistente de cirurgião           |
| John Hallett        | Aspirante de marinha              |
| Thomas Hayward      | Aspirante de marinha              |
| Peter Heywood       | Aspirante de marinha honorário    |
| George Stewart      | Aspirante de marinha honorário    |
| Robert Tinkler      | Aspirante de marinha honorário    |
| Edward Young        | Aspirante de marinha honorário    |
| David Nelson        | Botânico (civil)                  |
| William Brown       | Jardineiro assistente (civil)     |

| Nome                           | Patente/Função              |
| ------------------------------ | --------------------------- |
| Peter Linkletter               | Quartelmestre               |
| John Norton                    | Quartelmestre               |
| George Simpson                 | Assistente de quartelmestre |
| James Morrison                 | Assistente de contramestre  |
| John Mills                     | Assistente de artilheiro    |
| Charles Norman                 | Assistente de carpinteiro   |
| Thomas McIntosh                | Assistente de carpinteiro   |
| Lawrence Lebogue               | Fabricante de velas         |
| Charles Churchill              | Mestre de armas             |
| Joseph Coleman                 | Armeiro                     |
| John Samuel                    | Escrituário do comandante   |
| John Smith                     | Criado do comandante        |
| Henry Hillbrant                | Tanoeiro                    |
| Thomas Hall                    | Cozinheiro                  |
| Robert Lamb                    | Açougueiro                  |
| William Muspratt               | Assistente de cozinheiro    |
| Thomas Burkett                 | Marinheiro                  |
| Michael Byrne                  | Marinheiro/músico           |
| Thomas Ellison                 | Marinheiro                  |
| William McCoy                  | Marinheiro                  |
| Isaac Martin                   | Marinheiro                  |
| John Millward                  | Marinheiro                  |
| Matthew Quintal                | Marinheiro                  |
| Richard Skinner                | Marinheiro                  |
| John Adams ("Alexander Smith") | Marinheiro                  |
| John Sumner                    | Marinheiro                  |
| Matthew Thompson               | Marinheiro                  |
| James Valentine                | Marinheiro                  |
| John Williams                  | Marinheiro                  |

## Expedição

### Para o Cabo Horn
O Bounty deixou Deptford para Spithead no Canal da Mancha em 15 de outubro de 1787, aguardando novas ordens. O mau tempo adiou a chegada em Spithead até 4 de novembro. Bligh estava ansioso para partir logo e chegar ao Cabo Horn antes do final do verão no hemisfério sul, porém o Almirantado não lhe concedeu alta prioridade e adiou em mais três semanas a emissão das ordens. O Bounty finalmente partiu em 28 de novembro, más pegou ventos contrários e não conseguiu deixar Spithead até 23 de dezembro. Com sérias dúvidas a respeito das perspectivas de passagem pelo Cabo Horn, Bligh recebeu permissão do Almirando para se necessário usar uma rota alternativa até o Taiti passando pelo Cabo da Boa Esperança.
Bligh introduziu a rígida disciplina de Cook sobre higiene e dieta logo que o navio entrou em alto mar. De acordo com o historiador Sam McKinney, o comandante aplicou essas regras "com zelo fanático, continuamente se agitando e fumegando sobre a limpeza do navio e a comida servida para a tripulação". Ele substituiu o tradicional sistema da marinha de alternar quatro horas de serviço com quatro horas de descanso com um novo sistema, em que cada quatro horas de serviço era seguida por oito horas de descanso. Bligh implementou sessões regulares de música e dança para os exercícios e entretenimento da tripulação. Seus despachos para Banks e Campbell indicavam satisfação; em nenhuma ocasião teve de aplicar punições porque, como escreveu: "Tanto os homens quanto os oficiais dóceis e bem dispostos, & alegria & satisfação no semblante de cada um". O único adverso até aquele momento era a conduta do cirurgião Thomas Huggan, que se mostrou indolente e um beberrão anti-higiênico.
Bligh desde o início estabeleceu boas relações com Christian, lhe conferindo uma posição que implicava que era o segundo no comando do navio ao invés de Fryer. O comandante formalizou essa posição em 2 de março de 1788 ao nomear Christian para a posição de tenente interino. As relações de Fryer com Bligh pioraram bastante depois desse ponto, apesar dele ter mostrado poucos sinais de ressentimento. Uma semana depois o subtenente insistiu que o tenente aplicasse um castigo no marinheiro Matthew Quintal, que levou doze chibatadas por "insolência e comportamento rebelde", destruindo as esperanças de Bligh de uma viagem sem punições.
Um vendaval forte e mares altos começaram em 2 de abril enquanto o Bounty se aproximava do Cabo Horn, um período de tempestades que Bligh escreveu como "excedeu com o que eu já havia encontrado antes ... com rajadas fortes de granizo e gelo". Os ventos fizeram o navio voltar; em 3 de abril ele estava mais ao norte do que estava uma semana antes. Bligh repetidas vezes tentou forçar o Bounty adiante, e em todas as vezes foi repelido. Ele informou sua tripulação exausta em 17 de abril que o mar os tinha vencido e que partiriam para o Cabo da Boa Esperança – notícia que foi recebida com "grande alegria em todas as pessoas abordo", como o próprio tenente se recordou.

### Do Cabo ao Pacífico
O Bounty ancorou na Baía Falsa em 24 de maio de 1788, leste do Cabo da Boa Esperança, onde passou cinco semanas realizando reparos e reabastecendo. As cartas de Bligh para casa enfatizavam o quão em forma ele e sua tripulação estavam quando comparados a outros navios, algo que ele expressou esperança que fosse reconhecido ao final da viagem. Ele emprestou dinheiro a Christian em algum momento da estada, um gesto que o historiador Greg Dening sugere que pode ter maculado a relação dos dois ao se transformar em uma fonte de ansiedade e até ressentimento por parte do homem mais novo. A historiadora Caroline Alexander descreveu o empréstimo como "um significativo gesto de amizade", porém um que Bligh garantiria que Christian jamais esquecesse.
O navio deixou a Baía Falsa em 1 de julho e entrou no Oceano Índico para a longa viagem até o próximo porto, Baía da Aventura na Tasmânia. No caminho passaram pela remota São Paulo, uma pequena ilha desabitada que Bligh sabia conter água doce e banhos termais a partir de relatos de navegações anteriores, porém ele não tentou aportar. O tempo estava frio e gelado, condições análogas ao Cabo Horn, e era difícil realizar observações de navegação, porém Bligh era habilidoso o bastante para conseguir avistar a Rocha Mewstone em 19 de agosto, ao sudoeste da Tasmânia, chegando na Baía da Aventura dois dias depois.

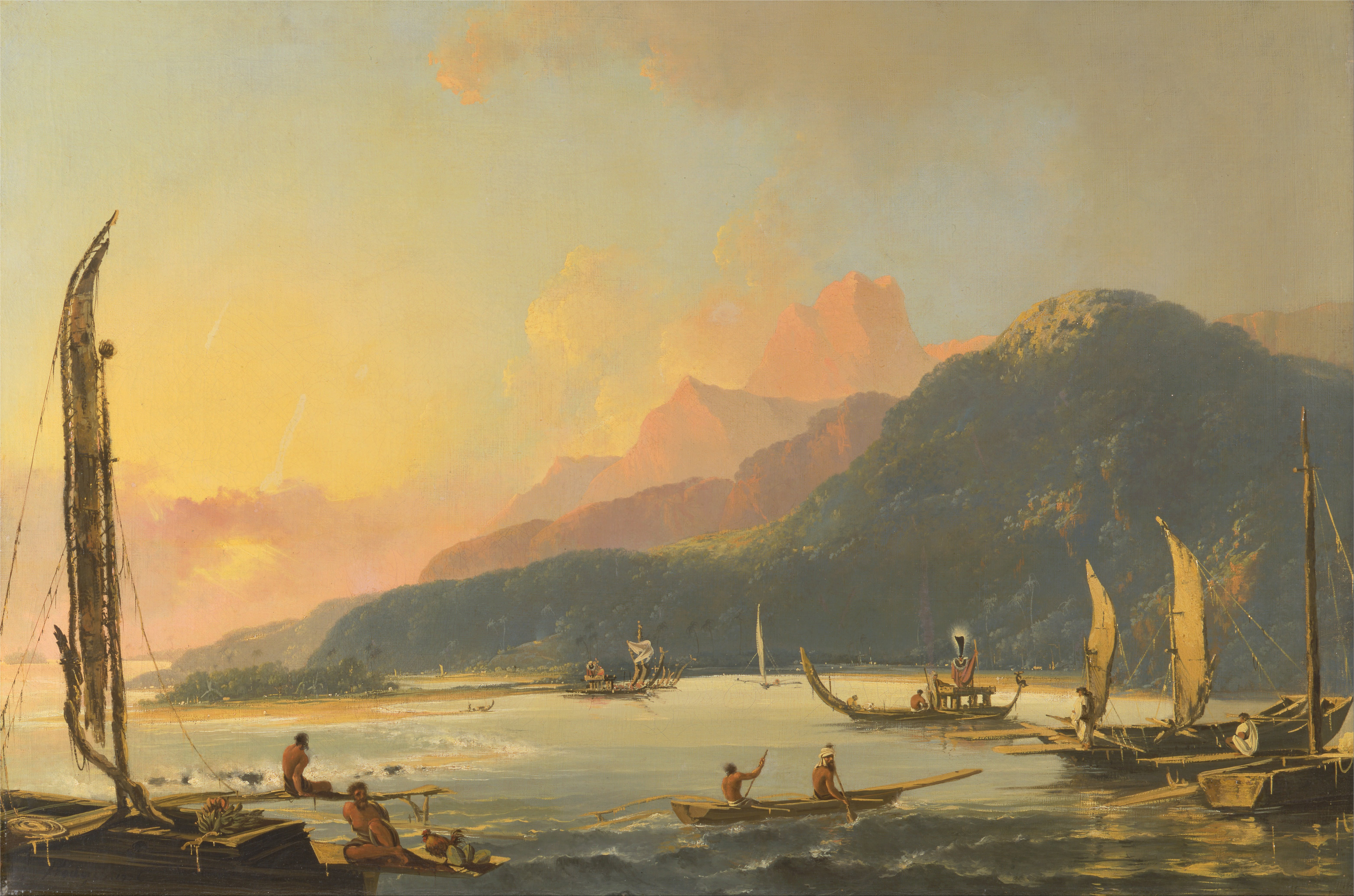
Baía Matavai, Taiti, em 1776 por William Hodges, no Centro Yale de Arte Britânica

A tripulação do Bounty passou parte do seu tempo na Baía da Aventura se recuperando, pescando, reabastecendo e realizando cuidados nas madeiras do navio. Houve encontros pacíficos com a população local. O primeiro sinal de discórdia entre Bligh e seus oficiais surgiu quando o comandante trocou palavras acoloradas com o carpinteiro William Purcell por causa dos métodos usados pelo segundo no corte da madeira. Bligh ordenou que Purcell voltasse para o navio e retirou suas rações quando o carpinteiro manteve sua posição, algo que "imediatamente trouxe seu juízo de volta" de acordo com o tenente.
Mais discórdias ocorreram durante a última parte da viagem até o Taiti. Fryer se recusou em 9 de outubro a assinar os livros de contabilidade do navio a menos que Bligh lhe desse um certificado atestando sua total competência durante a viagem. Bligh não foi coagido; ele reuniu a tripulação e leu os Artigos de Guerra, momento em que Fryer recuou. Também houve problemas com Huggan, cuja sangria descuidada do marinheiro James Valentine no tratamento de asma levou a sua morte por sepse. O cirurgião disse a Bligh que Valentine tinha morrido de escorbuto para incrubrir seu erro, fazendo com que o comandante aplicasse seus próprios remédios medicinais e dietéticos em todos os homens. Huggan estava à essa altura quase incapacitado pela bebida, com Bligh confiscando todo o estoque de álcool. O cirurgião voltou ao serviço; ele examinou todos os tripulantes antes do Bounty chegar no Taiti procurando por sinais de doenças venéreas, não encontrando. O navio chegou na Baía Matavai no Taiti em 26 de outubro de 1788, completando a viagem de 50.163 km.

### Taiti

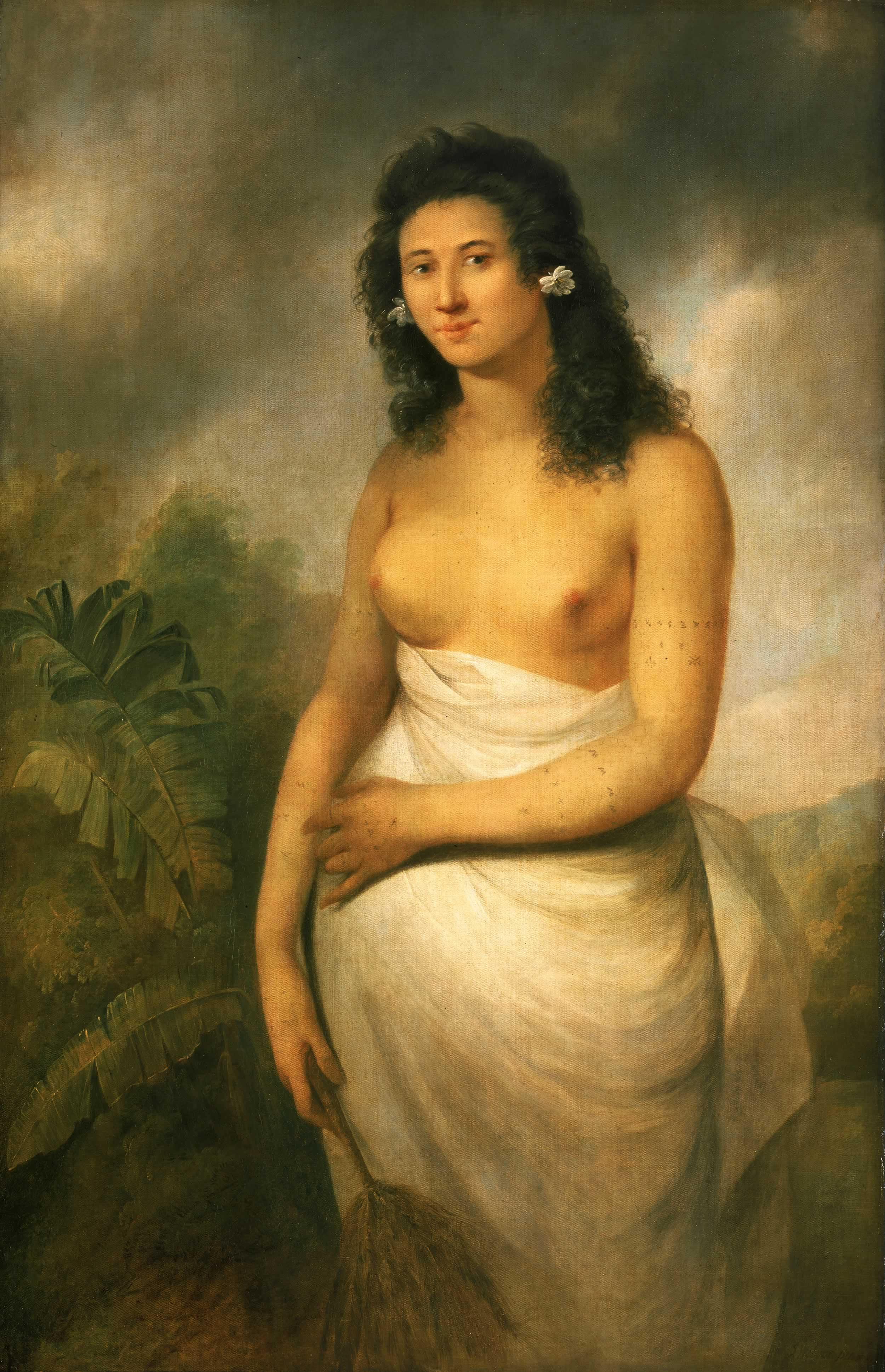
Uma mulher polinésia em 1777 por John Webber, no Museu Marítimo Nacional

A primeira ação de Bligh ao chegar foi garantir a cooperação dos caciques locais. O sumo chefe Tynah se lembrava de Bligh da viagem de Cook quinze anos antes, recebendo-o calorosamente. O tenente deu presentes ao chefe e lhe informou que seu "Rei Jorge" queria frutas-pão em troca. Os nativos concodaram de bom grado com esse pedido. Bligh designou Christian para liderar uma equipe em terra encarregada de estabelecer um local onde as plantas pudessem ser cultivadas.
Os deveres dos homens do Bounty eram leves tanto em terra quanto no mar durante sua estadia de cinco meses no Taiti. Muitos levaram vidas promíscuas com as mulheres nativas – ao todo dezoito homens, incluindo Christian, receberam tratamento para infecções venéreas – enquanto outros assumiram parceiras regulares. Christian acabou formando uma relação próxima com uma mulher polinésia chamada Mauatua, quem ele deu o nome de "Isabella" por causa de um antigo amor seu. Bligh permaneceu em castidade, porém tolerava as atividades de seus homens, não surpreso que eles sucumbiram à tentação quando "as seduções da dissipação estão além de qualquer coisa que pode ser concebida". Ele mesmo assim esperava que os tripulantes cumprissem eficientemente seus deveres, ficando desapontado ao descobrir o aumento de casos de negligência e indolência por parte de seus oficiais. Ele escreveu furioso: "Eu acredito que nunca houve navio com tais suboficiais negligentes e inúteis como este".
Huggan morreu em 10 de dezembro. Bligh atribuiu isso a "os efeitos da intemperança e indolência ... ele nunca prevaleceria a tomar meia dúzia de voltas pelo convés durante toda a viagem". Christian, apesar de anteriormente ser um favorito de Bligh, acabou não escapando da ira de seu comandante. Ele era frequentemente humilhado – algumas vezes em frente da tripulação e dos taitianos – por causa de desleixos reais e imaginários, enquanto punições severas eram aplicadas em homens cujos descuidos levaram ao roubo ou perda de equipamentos. Açoitamentos, raramente administrados durante a viagem de ida, agora eram cada vez mais comuns. Três homens desertaram em 5 de janeiro de 1789 – Charles Churchill, John Millward e William Muspratt – pegando um pequeno barco, armas e munição. Muspratt havia recentemente sido açoitado por negligência. Dentre os pertences que Churchill deixou para trás no Bounty estava uma lista de nomes que Bligh achou que poderiam ser de co-conspiradores na deserção – o tenente posteriormente afirmou que os nomes de Christian e Heywood estavam na lista. Bligh foi persuadido que seu protegido não planejava desertar, com o assunto sendo deixado para trás. Churchill, Millward e Muspratt foram encontrados três semanas depois e açoitados assim que voltaram para o navio.
O trabalho aumentou a partir de fevereiro; mais de mil frutas-pão foram envasadas e levadas para o navio, enchendo a grande cabine. O Bounty estava todo reformulado por homens que muitas vezes se lamentavam pela perda iminente de sua vida fácil com os taitianos. Bligh estava impaciente para ir embora, porém como o historiador Richard Hough colocou: ele "falhou em antecipar como sua companhia reagiria a severidade e austeridade da vida no mar ... depois de cinco meses devassos e hedonistas no Taiti". O trabalho foi completado em 1 de abril e o navio partiu quatro dias depois com despedidas de Tynah e sua esposa.

### Volta para casa
Tanto Hough quanto Alexander afirmam que os homens do Bounty não estavam próximos do motim ao deixarem o Taiti, não importando o quanto lamentassem pela partida. O diário do assistente de contramestre James Morrison apoia a conclusão. Hough sugere que os eventos que se seguiram foram determinados pelas três semanas depois da partida, quando a raiva e intolerância de Bligh alcançaram proporções paranóicas. Christian era um alvo particular, sempre suportando a ira do comandante. Bligh não estava ciente dos efeitos de seu comportamento nos oficiais e tripulação, esquecendo essas exibições instantaneamente e tentando retomar relações sociais normais.
O Bounty chegou em Nomuka, nas Ilhas Amigáveis (atual Tonga) em 22 de abril de 1789 com a intenção de pegar madeira, água e suprimentos já que era a última parada antes do Estreito Endeavour. Bligh havia visitado as ilhas com Cook e sabia que os habitantes locais poderiam ser imprevisíveis. Ele encarregou Christian com uma equipe para encontrar água e o equipou com mosquetes, porém ao mesmo tempo ordenou que as armas fossem deixadas no navio e não carregadas para a terra. A equipe foi ameaçada e tormentada, porém não foram capazes de retaliar por não terem recebido permissão para usarem armas. Christian voltou para o Bounty sem completar a tarefa, com Bligh o acusando de ser "um patife covarde e maldito". Mais desordens em terra resultaram no roubo de uma pequena âncora e de uma enxó, pelos quais Bligh mais uma vez repreendeu Fryer e Christian. O comandante brevemente prendeu os chefes da ilha abordo do navio em uma tentativa de recuperar os itens roubados, porém tudo foi em vão. Ele finalmente ordenou que o Bounty navegasse sem a âncora e a enxó.
Christian estava em estado de desespero em 27 de abril, depressivo e pensativo. Seu humor piorou mais ainda quando Bligh o acusou de roubar cocos da dispensa particular do comandante. O tenente puniu toda a tripulação pelo roubo, interrompendo sua ração de rum e reduzindo pela metade a comida. Christian estava achando sua posição intolerável e considerou construir uma pequena jangada, com a qual poderia escapar para uma ilha e tentar a sorte com os nativos. Ele talvez tenha conseguido madeira com Purcell para esse objetivo. Seu descontento de qualquer maneira se tornou de conhecimento público dentre os outros oficiais. George Stewart e Edward Young, dois dos jovens cavalheiros, imploraram para que não deserdasse; Young garantiu que Christian teria o apoio de quase todos abordo para tomar o Bounty e tirar Bligh do comando. Stewart lhe contou que a tripulação estava "pronta para qualquer coisa".

## Motim

### Tomada

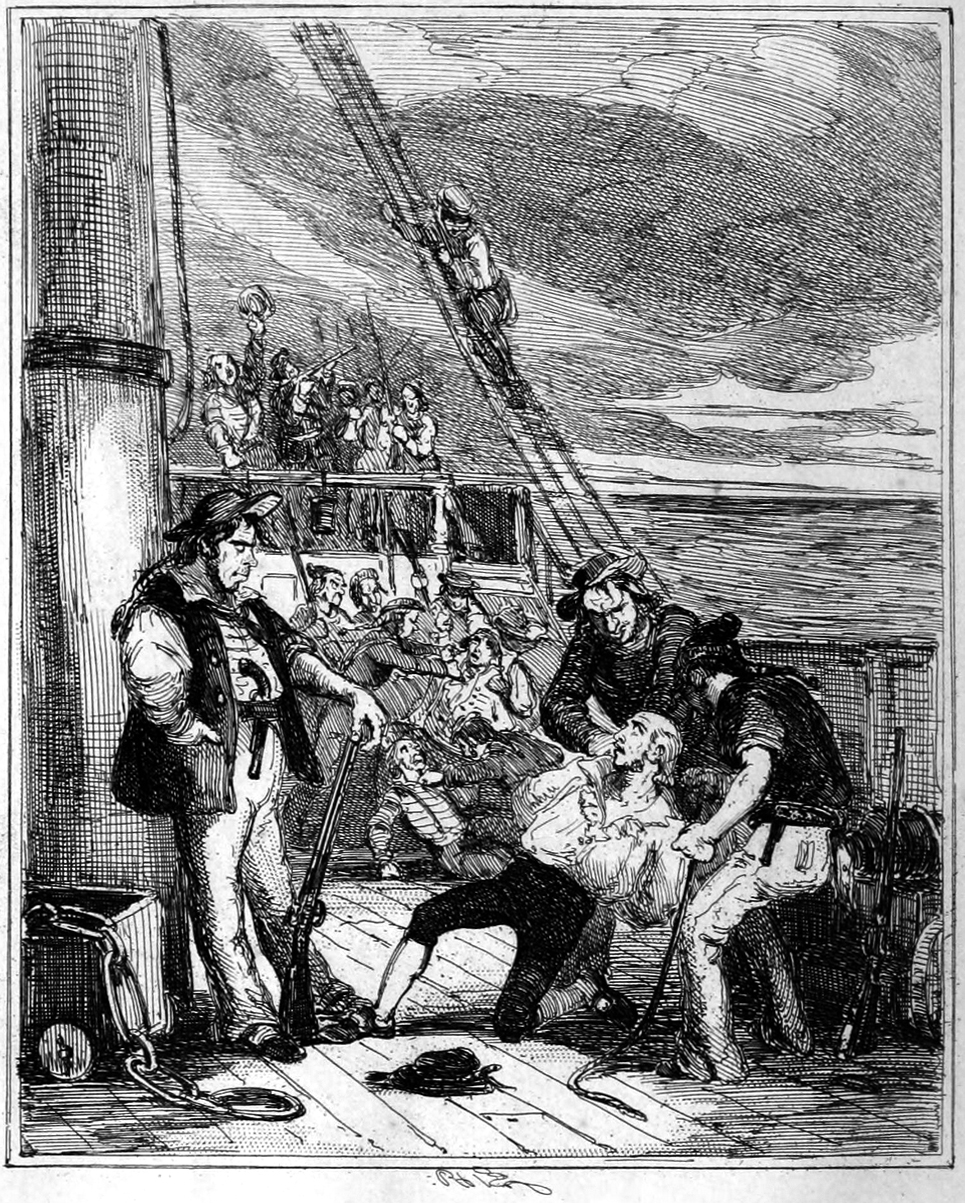
Christian e os amotinados tomam o Bounty. Gravura de Hablot Knight Browne em 1841.

O Bounty estava a 56 km ao sul da ilha de Tofua nas primeiras horas do dia 28 de abril de 1789. Christian decidiu agir depois de uma noite sem dormir. Ele soube quais os tripulantes mais provavelmente seriam seus apoiadores depois das discussões com Young e Stewart, sabendo o nome de muitos mais depois de conversar com Quintal e Isaac Martin. Christian tomou o controle do convés superior com a ajuda desses homens; aqueles que indagaram sobre suas ações foram ordenados a permanecer em silêncio. Ele foi para baixo por volta dàs 5h15min, dispensou Hallett, que estava dormindo sobre o baú com os mosquetes, e distribuiu as armas para seus seguidores. Christian foi para a cabine de Bligh, com três homens segurando o comandante e amarrando suas mãos, ameaçando matá-lo caso fizesse muito barulho; mesmo assim "gritei o mais alto que pude na esperança de auxílio". A confusão acordou Fryer, que de sua cabine no lado oposto viu os amotinados amordaçando Bligh. Os amotinados ordenaram que Fryer "deitasse outra vez, e segurasse minha língua ou eu era um homem morto".
Bligh foi levado para o tombadilho superior amarrado por uma corda segurada por Christian, que também estava portando uma baioneta; alguns relatos dizem que Christian tinha um peso preso ao seu pescoço para que ele pudesse pular no mar e se afogar caso o motim falhasse. Outros tinham sido acordados pelos barulhos e deixaram suas camas para se juntar ao pandemônio. Não estava claro na hora quem fazia ou não fazia parte dos amotinados. Hough descreve a cena: "Todos estavam, mais ou menos, fazendo barulho, tanto xingando, zombando ou apenas gritando pelo resseguro que isso lhes dava". Bligh não parava de gritar exigindo que fosse libertado, algumas vezes chamando os homens pelo nome, as vezes mandando "derrubem Christian!" para a tripulação. Fryer recebeu brevemente permissão para ir ao convés e conversar com Christian, porém foi forçado a voltar sob a mira de uma baioneta; de acordo com o próprio, Christian lhe disse que "Estou no inferno há semanas. O Capitão Bligh trouxe isto para si mesmo".
Christian inicialmente pensou em lançar Bligh à deriva no pequeno bote do Bounty junto com o escrituário John Samuel e os aspirantes lealistas Hayward e Hallett. O bote se mostrou inavegável então ele ordenou o lançamento de um bote maior, com uma capacidade para por volta de dez homens. Entretanto, Christian e seus aliados superestimaram o tamanho do motim – pelo menos metade dos homens estavam dispostos a partir com Bligh. Assim, a lancha do navio com 7 m de comprimento foi colocada na água. Os lealistas recolheram suas posses nas horas seguintes e entraram no barco. Dentre eles estava Fryer, que pediu para Bligh permissão para permanecer abordo do Bounty – segundo ele, na esperança de conseguir retomar o navio – porém Christian o forçou para a lancha. A embarcação logo ficou lotada, com mais de vinte pessoas procurando por espaço. Christian ordenou de volta para o Bounty Charles Norman e Thomas McIntosh, os dois assistentes de carpinteiro, e Joseph Coleman, o armeiro, já que ele considerou suas presenças como vitais para poder navegar o navio com uma tripulação reduzida. Eles obedeceram relutantemente, pedindo para Bligh se lembrar que tinham permanecido contra sua vontade. O tenente os assegurou: "Não tenham medo, rapazes, eu farei justiça por vocês se eu conseguir alcançar a Inglaterra".
Samuel salvou o diário do capitão, documentos e papéis do comissário de bordo, porém foi forçado a deixar para trás os mapas e cartas marítimas de Bligh – quinze anos de trabalhos de navegação. A lancha recebeu suprimentos de comida e água para cinco dias, um sextante, bússola, tabelas náuticas e a caixa de ferramentas de Purcell. Os amotinados também jogaram quatro cutelos no barco no último minuto. Dezenove homens foram colocados na lancha, da tripulação de 44 do Bounty depois das mortes de Huggan e Valentine, deixando-o perigosamente com apenas 18 cm na borda livre. Os 25 homens restantes no navio incluiam os amotinados armados, os lealistas mantidos contra suas vontades e outros para os quais não havia espaço na lancha. A corda que ligava as duas embarcações foi cortada por volta dàs 10h; Bligh ordenou pouco depois que a vela fosse levantada. Seu destido imediato era a ilha de Tofua, claramente marcada no horizonte por uma coluna de fumaça vinda de seu vulcão.

### Viagem de Bligh

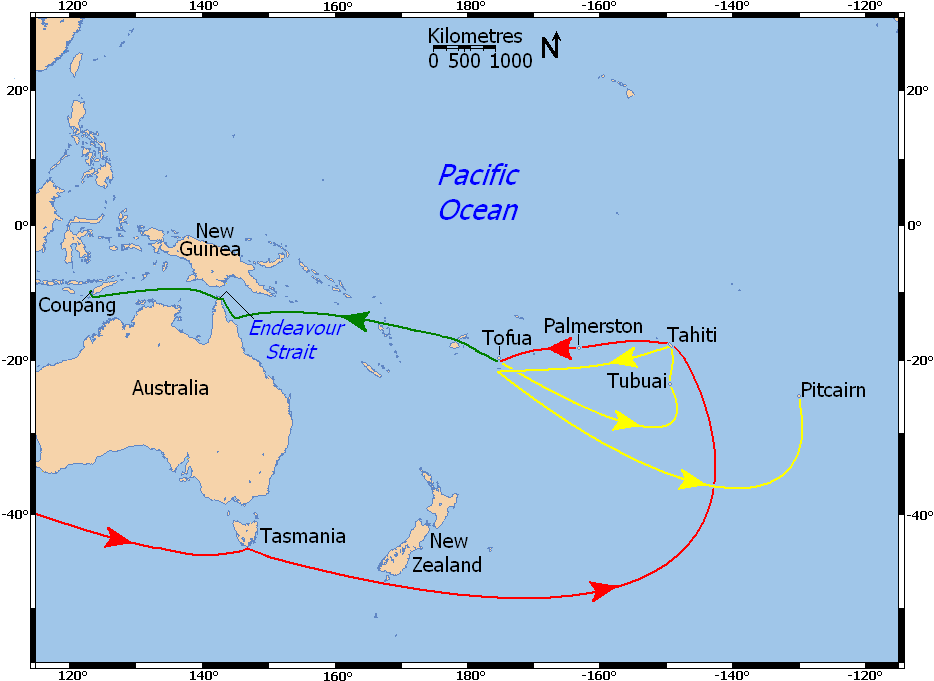
Mapa mostrando os movimentos do Bounty.
Viagem do Bounty até o Taiti e para o local do motim em 28 de abril de 1789
Curso da lancha de Bligh até Kupang, entre 2 de maio e 14 de junho de 1789
Movimentos do Bounty sob Christian depois do motim, de 28 de abril em diante

Bligh esperava encontrar comida e água em Tofua, então seguir para a ilha de Tongatapu e procurar a ajuda do rei Poulaho (quem ele conhecia da viagem com Cook) para conseguir suprimentos para chegar nas Índias Orientais Holandesas. Houve encontros com os nativos em Tofua que inicialmente foram amistosos, porém acabaram ficando mais ameaçadores enquanto o tempo passava. Ele ordenou que seus homens voltassem para o mar pouco antes dos nativos tomarem a corda de popa da lancha e tentarem puxá-la para terra. Bligh friamente guiou os marinheiros com os suprimentos para o barco. O quartelmestre John Norton pulou na água para tentar livrar a corda dos captores; ele foi imediatamente atacado e apedrejado até a morte.
A lancha conseguiu fugir para o alto mar, onde a tripulação reconsiderou suas opções. Uma visita a Tongatapau ou outra ilha poderia acarretar consequências similarmente violentas; Bligh calculou que sua melhor chance de salvação era velejar diretamente para o assentamento holandês de Kupang no Timor, usando apenas os suprimentos abordo. Essa era uma jornada de aproximadamente 6.5 mil quilômetros para o oeste além do Estreito Endeavour, necessitando de rações diárias de uma onça de pão e um quarto de copo de água para cada homem. O plano foi apoiado unanimamente.
O clima era húmido e tempestuoso desde o início, com mares agitados ameaçando constantemente emborcar a lancha. Quando o sol aparecia, Bligh escreveu que "nos dava tanto prazer quanto um dia de inverno na Inglaterra". Ele se esforçou para manter seu diário durante a viagem, observando, desenhando e mapeando enquanto velejavam para oeste. Ele contava histórias sobre suas experiências anteriores no mar para tentar manter a moral, fazendo com que os homens cantassem e ocasionalmente rezava. O barco realizou a primeira passagem por europeus pelas Ilhas Fiji, porém não ousaram parar por causa da reputação de canibalismo que os nativos tinham. Bligh relatou em 17 de maio que "nossa situação era miserável; sempre molhados, e sofrendo de frio extremo ... sem nenhum abrigo do clima".
O céu clareou uma semana depois e pássaros começaram a aparecer, sinalizando a proximidade de terra. A Grande Barreira de Coral foi avistada em 28 de maio; Bligh encontrou uma saliência navegável e velejou a lancha para uma lagoa. Eles desembarcaram durante a tarde encontraram ostras e bagas em abundância, comendo-as vorazmente. O grupo explorou o norte da ilha durante os quatro dias seguintes, cientes que seus movimentos estavam sendo vigiados pelos nativos. Discordâncias estavam começando a aparecer; Bligh certa vez se desentendeu com Purcell, pegou um cutelo e desafiou o carpinteiro para uma luta. Fryer disse para Cole prender o comandante, porém eles voltaram atrás depois de Bligh ameaçar matá-los se interferissem.
A lancha passou pelo Cabo Iorque em 2 de junho no extremo norte da ilha da Austrália. Bligh virou para o sudoeste e navegou por um labirinto de cardumes, recifes, bancos de areia e pequenas ilhas. A rota tomada não era o Estreito Endeavour, mas sim uma passagem mais ao sul que depois ficou conhecida como o Canal do Príncipe de Gales. Naquela tarde eles alcançaram o Mar de Arafura, ainda faltando dois mil quilômetros até Kupang. Os oito dias seguintes foram alguns dois mais difíceis de toda a jornada, com muitos homens quase desmaiando pelo dia 11. No dia seguinte eles avistaram o Timor, com Bligh posteriormente escrevendo que "É impossível para mim descrever o prazer que a benção da vista dessa terra difundiu entre nós". Ele entraram no porto de Kupang em 14 de junho com uma bandeira britânica improvisada.
Bligh relatou o motim para as autoridades em Kupang e escreveu para sua esposa: "Saiba agora, minha querida Betsey, eu perdi o Bounty ..." O botânico Nelson rapidamente sucumbiu ao clima severo de Kupang e morreu. Os sobreviventes partiram para Batavia (atual Jacarta) em 20 de agosto para esperar um navio para a Europa; o cozinheiro Thomas Cook também morreu, tendo estado doente por semanas. Bligh conseguiu passagens para si, seu escrituário Samuel e seu criado John Smith, partindo em 16 de outubro de 1789. Quatro dos sobreviventes restantes – o mestre assistente Elphinstone, o quartelmestre Peter Linkletter, o açougueiro Robert Lamb e o assistente de cirurgião Thomas Ledward – morreram em Batavia ou na viagem para a Grã-Bretanha.

### Bountysob Christian
Christian dividiu os artefatos pessoais dos lealistas dentre a tripulação restante depois da partida da lancha de Bligh, jogando as frutas-pão no mar. Ele reconheceu que Bligh poderia sobreviver e relatar o motim, e que de qualquer forma o não-retorno do Bounty levaria a uma missão de procura, com o Taiti sendo o primeiro lugar de busca. Dessa forma ele levou o navio para a pequena ilha de Tubuai, aproximadamente 830 km ao sul do Taiti. Tubuai havia sido descoberta e grosseiramente mapeada por Cook; com exceção de um único pequeno canal, ela era totalmente cercada por um recife que poderia, Christian pensou, ser facilmente defendida de um ataque vindo do mar.

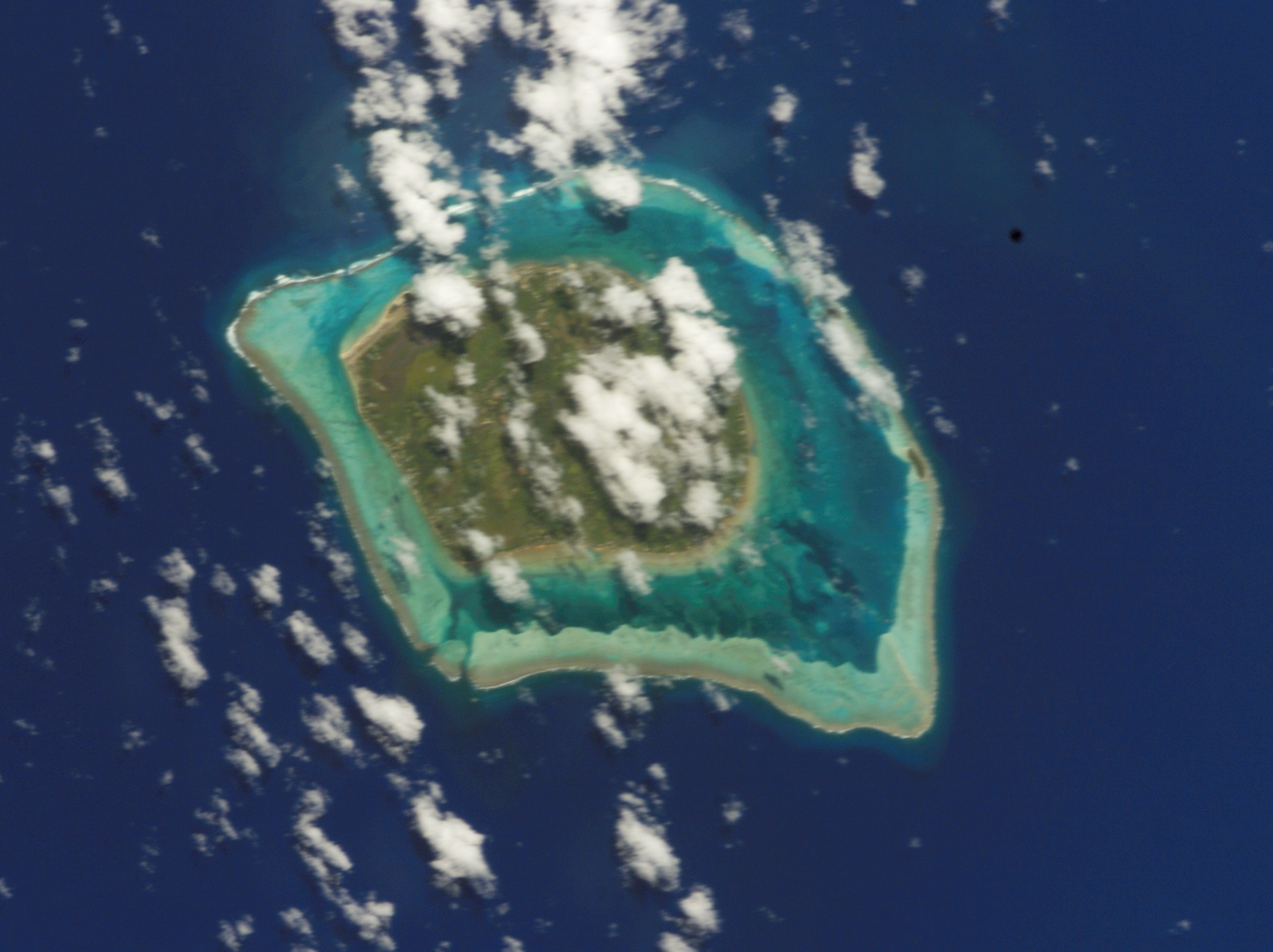
A ilha de Tubuai

O Bounty chegou em Tubuai em 28 de maio de 1789. A recepção da população nativa foi hostil; Christian usou um canhão para repelir os agressores quando uma flotilha de canoas de guerra foram em direção ao navio. Pelo menos uma dúzia de guerreiros foram mortos, com o resto fugindo. Sem desanimar, Christian e um destacamento armado sondaram a ilha e decidiram que ela era apropriada para seus propósitos. Entretanto, eles precisavam de mulheres e trabalho nativo complacente para estabelecer um assentamento permanente. Era mais provável que conseguissem os dois no Taiti, para onde o Bounty foi em 6 de junho. Christian inventou uma história que ele, Bligh e Cook estavam fundando um novo assentamento em Aitutaki a fim de conseguir a cooperação dos chefes taitianos. O nome de Cook garantiu presentes generosos de gado e outros bens, com o Bounty bem abastecido retornando para Tubuai em 16 de junho. Abordo também estavam trinta homens e mulheres taitianos, alguns dos quais estavam lá enganados.
Christian e suas forças lutaram pelos dois meses seguintes para se estabelecerem em Tubuai. Eles começaram a construir um grande cercamento – chamado de "Forte Jorge" em homenagem ao rei Jorge III – para prover uma fortaleza em caso de ataque por terra ou mar. Christian tentou ser amigável com os chefes locais, porém seu grupo não foi bem recebido. Houve vários confrontos com a população nativa, principalmente por propriedades e mulheres, culminando em uma batalha em que 66 nativos foram mortos e muitos feridos. A insatisfação estava crescendo dentre a tripulação do Bounty, com Christian percebendo que estava perdendo autoridade. Ele convocou uma reunião para discutir planos futuros e deu a todos o direito de voto. Oito – os principais amotinadores – permaneceram leais a Christian, porém dezesseis queriam voltar para o Taiti e tentar as chances lá. Christian aceitou a decisão; porém, ele planejava deixar a maioria dos marinheiros no Taiti e então "velejar ao vento, e ... desembarcar na primeira ilha que o navio encontrar. Depois do que fiz não posso permanecer no Taiti".

### Divisão dos amotinados
Quando o Bounty voltou para o Taiti em 22 de setembro, a recepção foi bem menos calorosa que anteriormente. Os tripulantes de uma embarcação britânica de passagem haviam contado aos taitianos que a história de Cook e Bligh fundando um assentamento em Aitutaki era uma mentira, além de Cook já estar morto há tempos. Christian temia que as coisas ficassem violentas, não permanecendo por muito tempo. Dos dezesseis homens que votaram para ficarem no Taiti, ele permitiu que quinze desembarcassem; Joseph Coleman foi mantido no navio já que Christian precisava de suas habilidades como armeiro. Naquela tarde ele levou taitianos a bordo, principalmente mulheres, para uma reunião social. Ele cortou a corda que prendia o Bounty em terra durante as festividades e velejou para longe junto com seus convidados cativos. Coleman conseguiu escapar e pular na água, nadando de volta para a ilha. Dentre os sequestrados estavam seis mulheres idosas, para quem Christian não tinha nenhuma utilidade; eles as desembarcou na ilha de Moorea. A tripulação  nesse momento era formada por nove amotinados – Christian, Young, Quintal, Brown, Martin, John Williams, William McCoy, John Mills e John Adams (conhecido pela tripulação como "Alexander Smith") – e vinte polinésios, catorze dos quais eram mulheres.
Os dezesseis marinheiros que ficaram no Taiti começaram a organizar suas vidas. Um grupo, liderado por Morrison e Tom McIntosh, começou a construir uma escuna que eles nomearam como Resolution em homenagem ao navio de Cook. Morrison não tinha sido um amotinado ativo; ao invés de esperar ser recapturado, ele queria velejar até as Índias Orientais Holandesas e se entregar para as autoridades locais, esperando que tal ação confirmaria sua inocência. Seu grupo manteve uma rotina e disciplina de navio, até mesmo realizando serviços religiosos aos domingos. Por outro lado, Churchill e Matthew Thompson escolheram levar vidas bêbadas e de forma geral devassas, algo que levou a mortes violentas para ambos; Churchill acabou assassinado por Thompson, que por sua vez foi morto pelos amigos nativos do primeiro. Outros, como Stewart e Heywood, entraram em uma vida doméstica; o segundo passava boa parte de seu tempo estudando a língua taitiana. Ele passou a usar trajes nativos e de acordo com o costume local foi tatuado por todo o corpo.

## Retribuição

### Missão doPandora
Bligh chegou na Inglaterra em março de 1790 e foi considerado um herói, já que as notícias sobre o motim o tinham precedido. Uma corte marcial formal em outubro pela perda do Bounty o inocentou honoravelmente de quaisquer responsabilidades, com ele ainda sendo promovido a capitão. Como também um adjunto da corte marcial, Bligh trouxe acusações contra Purcell por mau comportamento e insubordinação; o antigo carpinteiro recebeu uma repreensão.
O Almirantado enviou no mês seguinte a fragata HMS Pandora sob o comando do capitão Edward Edwards para capturar os amotinados e levá-los de volta para julgamento. Ele chegou ao Taiti em 23 de março de 1791 e em poucos dias todos os catorze homens ainda vivos do Bounty se renderam ou foram capturados. Edwards não fez distinção entre aqueles que permaneceram no Bounty por vontade própria ou não; todos foram encarcerados em uma prisão construída no tombadilho superior do Pandora, apelidada de "Caixa de Pandora". A fragata permaneceu no Taiti por cinco semanas enquanto o capitão tentava em vão descobrir alguma informação sobre o paradeiro do Bounty. O navio finalmente partiu em 8 de maio para procurar Christian entre as centenas de ilhas no sul do Pacífico. Com a exceção de algumas longarinas descobertas na Ilha Palmerston, nenhum vestígio da outra embarcação foi encontrado. Edwards manteve a procura até agosto, quando seguiu para as Índias Orientais Holandesas.

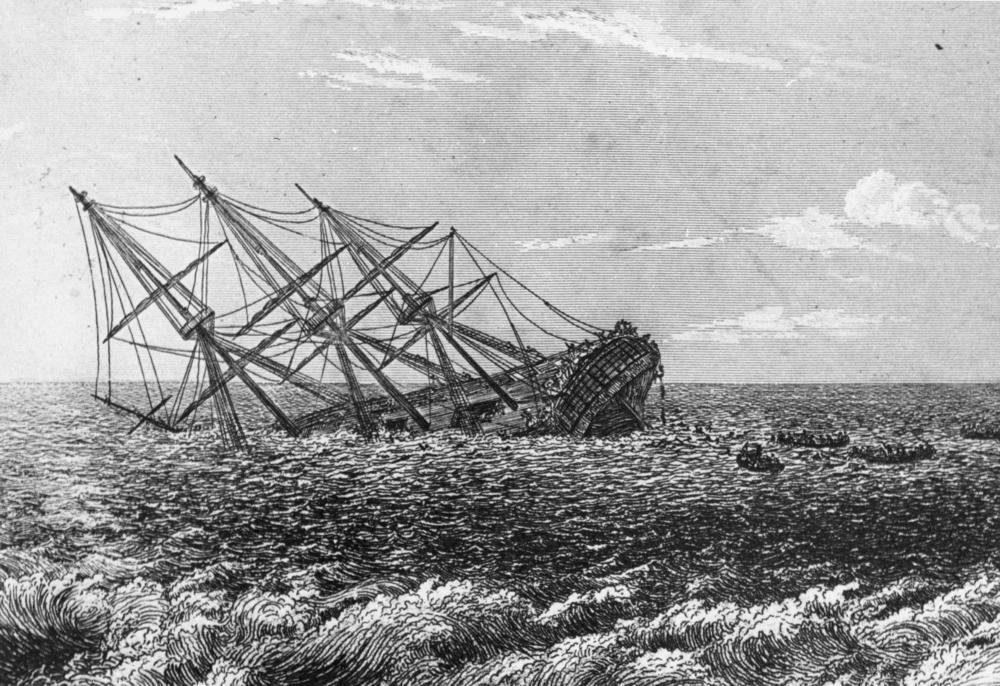
O afundamento do Pandora. Gravura de Robert Batty em 1831

O Pandora encalhou em 29 de agosto de 1791 na Grande Barreira de Coral exterior. Os homens dentro da "Caixa de Pandora" foram ignorados enquanto a tripulação tentava impedir que o navio afundasse. Edwards eventualmente deu a ordem de abandonar a embarcação e o armeiro do Pandora começou a remover os grilhões dos prisioneiros, porém a fragata afundou antes que terminasse. Heywood e outros novos prisioneiros conseguiram escapar, enquanto quatro homens do Bounty – Stewart, Henry Hillbrant, Richard Skinner e John Sumner – afogaram-se junto com 31 tripulantes do Pandora. Os sobreviventes então embarcaram em uma jornada dentro de um bote que seguiu praticamente o mesmo curso que Bligh dois anos antes. Os prisioneiros passaram a maior parte do tempo de mãos e pés atados até finalmente alcançarem Kupang em 17 de setembro.
Os prisioneiros ficaram confinados por sete semanas, primeiro em uma prisão depois dentro de um navio da Companhia Holandesa das Índias Orientais, até serem transportados para a Cidade do Cabo. Eles embarcaram em 5 de abril de 1792 no navio de guerra HMS Gorgon, chegando em Portsmounth no dia 19 de junho. Os homens foram transferidos para o HMS Hector enquanto esperavam pelo julgamento. Os prisioneiros incluíam os três lealistas – Coleman, McIntosh e Norman – para quem Bligh tinha jurado justiça, o violinista cego Michael Byrne, Heywood, Morrison e quatro amotinados: Thomas Burkett, John Millward, Thomas Ellison e William Muspratt. Bligh havia recebido o comando do HMS Providence para uma segunda expedição de frutas-pão, tendo deixado a Grã-Bretanha em agosto de 1791, dessa forma estando ausente da corte marcial.

### Corte marcial

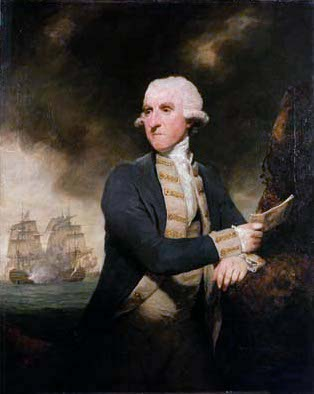
Samuel Hood, que presidiu a corte marcial do Bounty. Por Joshua Reynolds em 1783, no Museu Marítimo Nacional.

A corte marcial começou em 12 de setembro de 1792 a bordo do HMS Duke no Porto de Portsmouth, com o vice-almirante Samuel Hood, 1º Barão Hood, presidindo. A família Heywood contratou assessores jurídicos competentes; dos réus, apenas Muspratt empregou assessores jurídicos. Os sobreviventes da jornada de bote de Bligh deram evidências contra seus antigos companheiros – os testemunhos de Hayward e Hallett foram particularmente danosos para Heywood e Morrison, que afirmaram sua inocência de qualquer intenção motinosa e afirmaram terem se rendido voluntariamente para o Pandora. O tribunal não contestou os testemunhos de Coleman, McIntosh, Norman e Byrne, todos os quais foram inocentados. Os seis réus restantes foram condenados em 18 de setembro por motim e sentenciados à morte pela forca, com recomendações de clemência para Heywood e Morrison "em consideração de várias circunstâncias".
Heywood e Morrison receberam perdões reais do rei Jorge III em 26 de outubro e foram libertados. Através de seu advogado, Muspratt conseguiu uma suspensão de execução ao apresentar uma petição protestando que as regras da corte marcial impediram que ele convocasse Norman e Byrnes como testemunhas de defesa. Ele ainda estava esperando uma resolução quando Burkett, Ellison e Millward foram enforcados em 28 de outubro a partir da verga do HMS Brunswick. Alguns relatos contam que os três continuaram a defender sua inocência até o último momento, enquanto outros falam sobre sua "firmeza viril que ... foi a admiração de todos". Houve certa inquietação expressada na imprensa – uma suspeita que "dinheiro tinha comprado a vida de alguns, e outros foram sacrificados por sua pobreza". Uma história que Heywood era herdeiro de uma grande fortuna não tinha fundamentos; mesmo assim, Dening reconhece que "no final foi classe ou relações ou patronagem que fez a diferença". Muspratt soube em dezembro que lhe havia sido concedida uma moratória, com ele sendo libertado e perdoado no dia 11 de fevereiro de 1793.

### Consequências
Boa parte dos testemunhos da corte marcial criticavam Bligh – a opinião pública e profissional tinha voltado-se contra ele por volta da época de seu retorno à Inglaterra em agosto de 1793, depois de uma viagem bem sucedida levando frutas-pão para as Índias Ocidentais no Providence. Ele foi esnobado pelo Almirantado quando foi apresentar seu relatório e deixado recebendo meio pagamento por dezenove meses até receber uma nova nomeação. O jurista Edward Christian, irmão de Fletcher, publicou no final de 1794 seu Appendix dos procedimentos da corte marcial, livro descrito na imprensa como que "paliava o comportamento de Christian e dos Amotinados e criminalizavam o Capitão Bligh". A posição de Bligh foi minada ainda mais depois do artilheiro lealista Peckover ter confirmado como verdadeiro boa parte das alegações do Appendix.
Bligh comandou o HMS Director em outubro de 1797 na Batalha de Camperdown e o HMS Glatton em abril de 1801 na Batalha de Copenhague. Ele enfrentou uma corte marcial em 1805 enquanto comandava HMS Warrior por ter insultado seus oficiais, recebendo uma reprimenda. Bligh foi nomeado em 1806 como Governador de Nova Gales do Sul na Austrália; um grupo de oficiais do exército o prenderam e o depuseram depois de dois anos na chamada Rebelião do Rum. Ao retornar para a Inglaterra foi promovido em 1811 a contra-almirante e em 1814 a vice-almirante, porém não recebeu mais nenhuma nomeação naval. Blogh morreu em dezembro de 1817 aos 63 anos.
Dos amotinados perdoados, Heywood e Morrison voltaram para o serviço naval. Heywood recebeu a patronagem de Hood e alcançou a patente de capitão em 1804 aos 31 anos. Ele morreu em 1831 depois de uma carreira distinta. Morrison tornou-se mestre artilheiro e foi perdido no mar em 1807 quando o HMS Blenheim encalhou no Oceano Índico. Acredita-se que Muspratt trabalhou como intendente naval antes de sua morte, que ocorreu por volta de 1798. Os outros principais participantes da corte marcial – Fryer, Peckover, Coleman, McIntosh e outros – desapareceram da vida pública depois do fim dos procedimentos.

## Pitcairn

### Assentamento
Christian levou o Bounty para o oeste à procura de um porto seguro depois de deixar o Taiti em 29 de setembro de 1789. Ele então teve a ideia de ir para a Ilha Pitcairn, bem ao leste do Taiti; a ilha fora relatada em 1767, porém sua localização exata nunca fora estabelecida. Christian redescobriu a ilha em 15 de janeiro de 1790 depois de meses de procura, por volta de 348 quilômetros ao leste de sua posição relatada. O erro longitudinal contribuiu para a decisão dos amotinados de estabelecerem-se em Pitcairn.

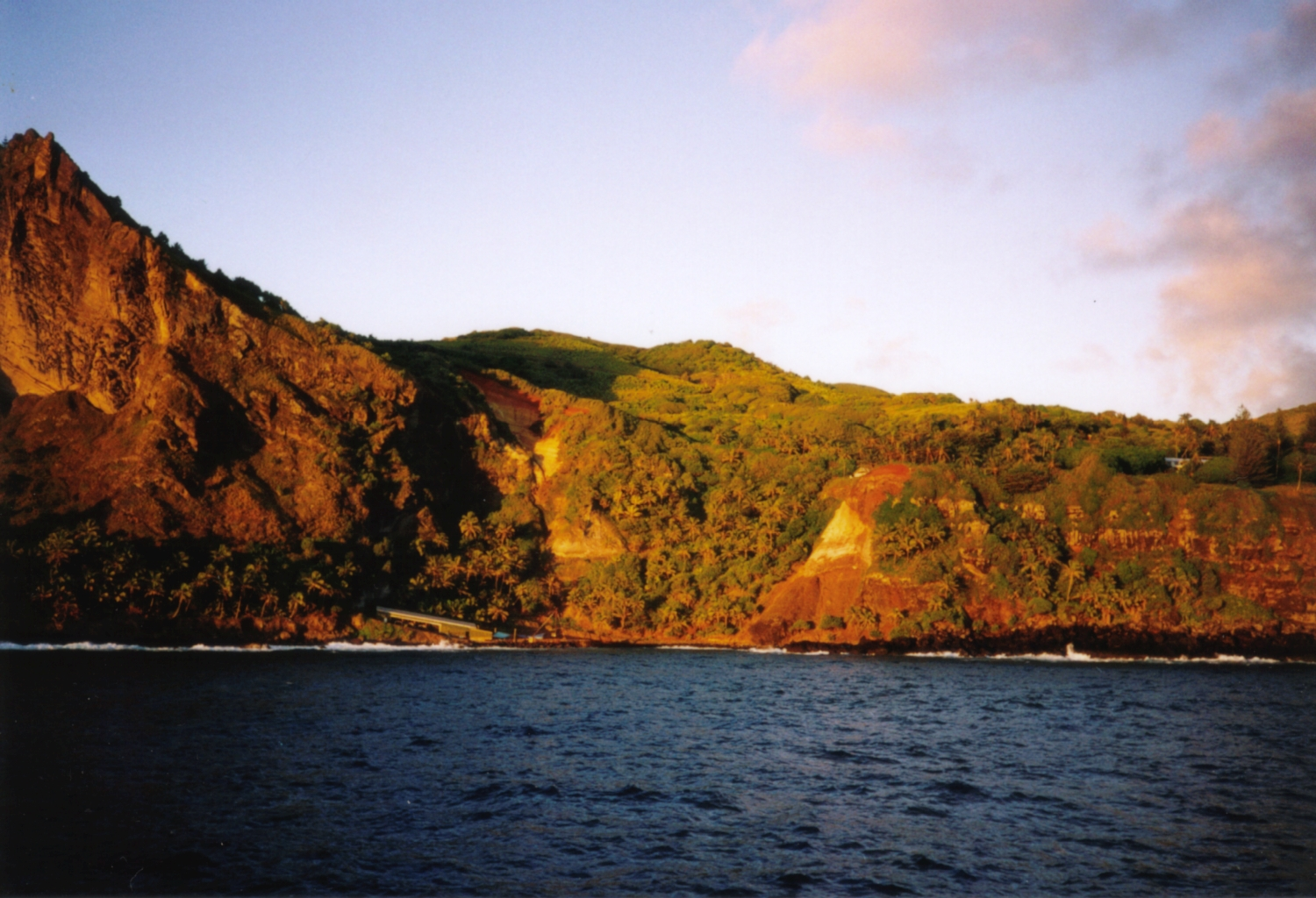
A Baía de Bounty, onde o Bounty foi queimado em 23 de janeiro de 1790.

Ao chegar a embarcação foi descarregada e teve seus mastros e vergas retiradas para serem usadas em terra. O Bounty foi incendiado e destruído em 23 de janeiro como uma precaução contra descoberta ou como um ato não-autorizado de Quintal – de qualquer forma, não havia mais meios de fuga. A ilha mostrou-se ideial para os amotinados: inabitada, virtualmente inacessível e com abundância de comida, água e terras férteis. Os amotinados e taitianos conviveram pacificamente por um tempo. Christian estabeleceu-se com Isabella; ele teve um filho chamado Thursday October Christian e várias outras crianças. Sua autoridade como líder diminuiu gradualmente e ele tornou-se propenso a longos períodos de introspecção e lamúrias.
As tensões e rivalidades cresceram gradualmente até o ponto em que os europeus consideraram os taitianos como propriedade, particularmente as mulheres que eram "passadas de um 'marido' para o outro". As questões degeneraram para violência extrema em setembro de 1793, quando cinco amotinados – Christian, Williams, Martin, Mills e Brown – foram mortos pelos taitianos em uma série de assassinatos cuidadosamente planejados. Christian foi morto enquanto trabalhava em sua plantação, primeiramente baleado e depois executado com uma machado; suas últimas palavras foram "Oh, céus!". As lutas internas continuaram, com todos os homens taitianos tendo sido mortos por volta de 1794 pelas viúvas dos amotinados ou uns pelos outros.
Young e Adams, dois dos quatro amotinados sobreviventes, assumiram a liderança e asseguraram uma calma frágil, que foi rompida pela embriaguez de McCoy e Quintal após o segundo ter destilado bebida alcoólica de uma planta local. Algumas das mulheres tentaram deixar a ilha em um barco improvisado, porém não conseguiram lançá-lo bem sucedidamente. A vida continuou inquieta até o suicídio de McCoy em 1798. Quintal ameaçou cometer novos assassinatos e destruição um ano depois, com Adams e Young matando-o e sendo capazes de restaurar a paz.

### Descoberta

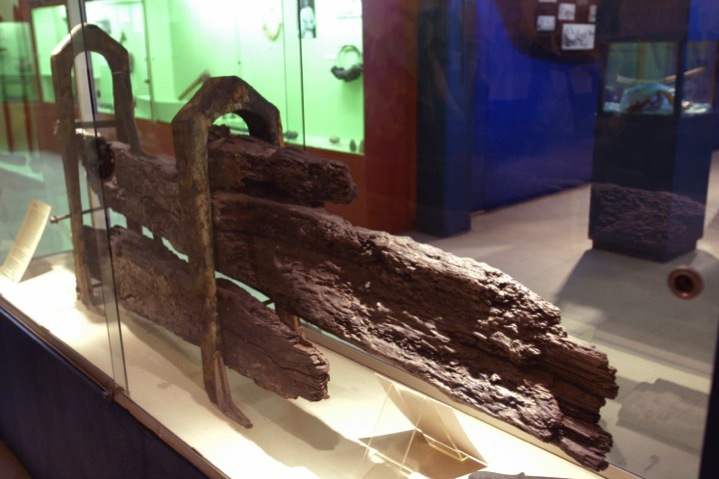
Parte do leme do Bounty, recuperado em Pitcairn e atualmente preservado no Museu de Fiji em Suva.

Young morreu de asma em 1800 e Adams assumiu a responsabilidade pela educação e bem-estar das nove mulheres sobreviventes e dezenove crianças. Ele os ensinou a ler e sobre o cristianismo usando a bíblia do Bounty, mantendo a paz na ilha. Esta era a situação quando o navio norte-americano Topaz acidentalmente foi parar em Pitcairn em fevereiro de 1808, atracando e descobrindo uma comunidade florescente. As notícias do Topaz só chegaram no Reino Unido em 1810, quando foi negligenciada pelo Almirantado por estarem mais preocupados com a guerra contra a França. As fragatas britânicas HMS Briton e HMS Tagus passaram por Pitcairn por acaso em 1814. Dentre os que receberam os britânicos estavam Thursday October Christian e George Young, filho de Edward Young – sir Thomas Staines e Philip Pipon, os respectivos capitães dos navios, relataram que Christian possuía "todas as características de um rosto britânico honesto em seu semblante benevolente". Eles encontraram uma população de 46 jovens habitantes liderados por Adams, quem os ilhéus dependiam totalmente para seu bem-estar.
O Almirantado decidiu não tomar nenhuma ação após receberem o relatório de Staines. Muitos navios passaram por Pitcairn nos anos seguintes e ouviram as várias histórias de Adams sobre a fundação do assentamento. Ele morreu em 1829 e foi honrado como o fundador e pai da comunidade que tornou-se celebrada pelo século seguinte como um exemplo de moralidade vitoriana. Muitos artefatos recuperados do Bounty já foram vendidos pelos ilhéus no decorrer dos anos; o Projeto Pitcairn foi estabelecido em 1999 como um consórcio de órgãos históricos e acadêmicos australianos com o objetivo de documentar e estudar todos os materiais restantes no local, sendo parte de um estudo detalhado sobre o desenvolvimento do assentamento.

## Impacto cultural
A percepção de Bligh como um tirano arrogante começou em 1794 com o Appendix de Edward Christian. Além do diário de Bligh, o primeiro relato publicado sobre o motim foi o de sir John Barrow, 1º Baronete, em 1831. Ele era amigo da família Heywood; seu livro mitigou o papel Heywood ao mesmo tempo que enfatizava a severidade de Bligh. O livro também instigou a lenda que Christian não morreu em Pitcairn, mas que de alguma forma conseguiu voltar para o Reino Unido e foi reconhecido por Heywood em Plymouth entre 1808 e 1809. Uma relato escrito em 1870 por Diana Belcher, a enteada de Heywood, exonerou ainda mais Christian e Heywood, além de "cementar ... muitas falsidades que insinuaram-se para dentro da narrativa" segundo Alexander.

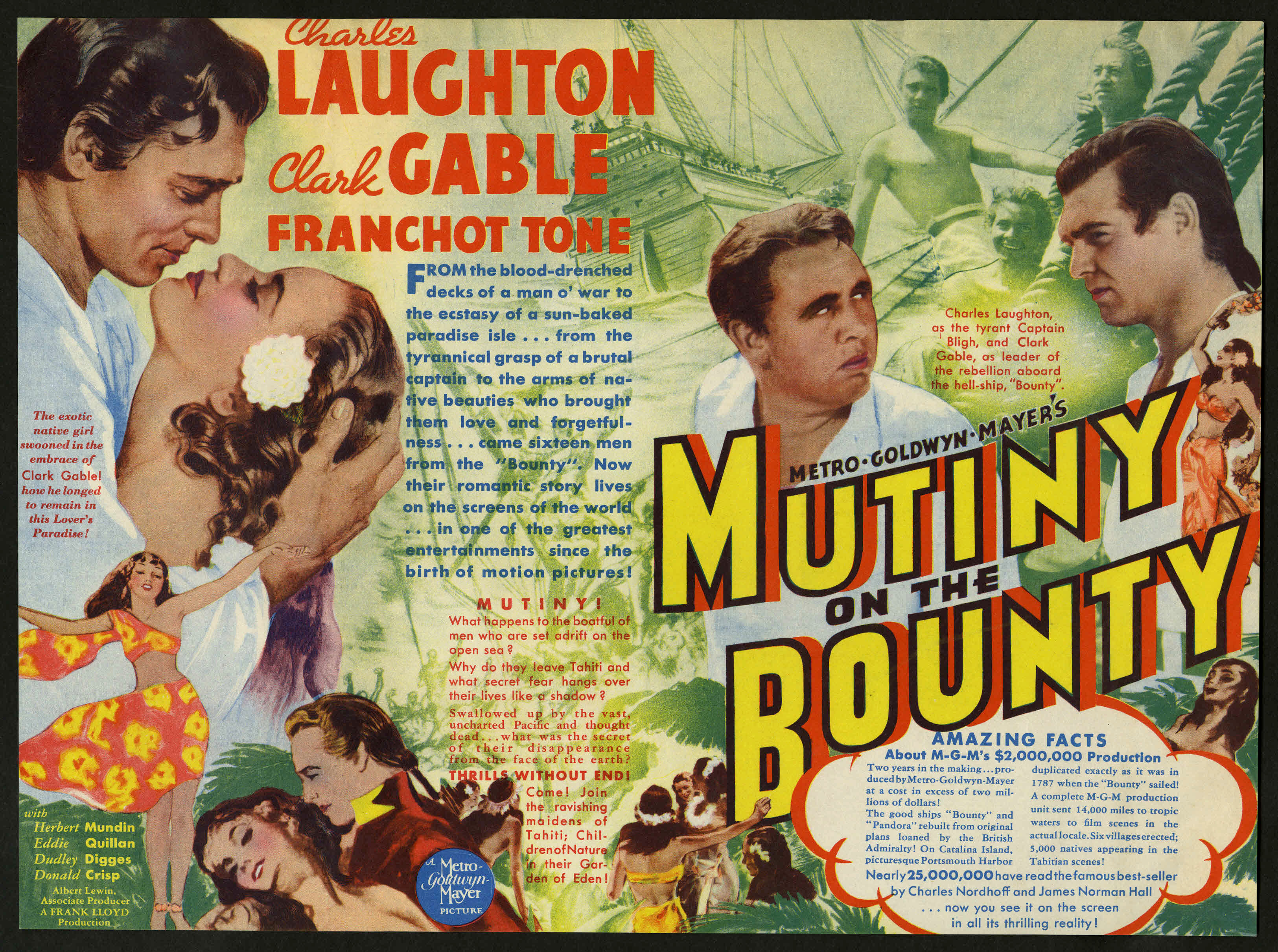
Pôster do filme Mutiny on the Bounty de 1935, estrelando Charles Laughton como Bligh e Clark Gable como Christian

Além dos vários livros e artigos, cinco longas-metragens sobre o motim foram produzidos no século XX. O primeiro foi o filme mudo australiano The Mutiny of the Bounty, hoje um filme perdido. O segundo foi outro longa australiano em 1933 chamado In the Wake of the Bounty, tendo a estreia cinematográfica de Errol Flynn como Christian. O impacto deste filme foi eclipsado em 1935 por Mutiny on the Bounty, baseado no romance homônimo escrito por Charles Nordhoff e James Norman Hall, e estrelado por Charles Laughton como Bligh e Clark Gable como Christian. De acordo com Dening, a história do longa foi apresentada como "o conflito clássico entre tirania e justa causa"; a interpretação de Laughton entrou na mentalidade pública como o Bligh definitivo, "um sinônimo de tirania sádica". Os dois outros grandes filmes foram Mutiny on the Bounty de 1962 com Trevor Howard e Marlon Brando, e The Bounty com Anthony Hopkins e Mel Gibson; ambos perpetuaram a imagem de Bligh como tirano e de Christian como herói trágico. Esse último também adicionou um nível de homoeroticismo para relação entre os dois homens.
Dentre os historiadores que tentam reabilitar a imagem de Bligh estão Richard Hough e Caroline Alexander. Hough o representa como "um comandante insuperável no mau-tempo ... Eu atravessaria o inferno e tempestades junto  com ele, mas não um único dia no mesmo navio em mar calmo". Alexander mostra Bligh como homem ansioso demais, solicito com o bem-estar de sua tripulação e completamente dedicado a sua missão. Ela afirma que ele foi infeliz pela época em que vivia, já que a história do motim tornou-se de conhecimento público quando os primeiros poetas romantistas estavam no comando do mundo literário. O principal defensor de Bligh foi sir Joseph Banks, enquanto Christian foi defendido por William Wordsworth e Samuel Taylor Coleridge. O jornalista Mark Lewis do The Baltimore Sun escreveu que "Poesia sobrepujou a ciência e manteve o campo desde então". Os descendentes de Bligh e Christian brigaram em 1998 em antecipação a um documentário da BBC que tinha a intenção de reabilitar Bligh por causa de suas diferentes visões sobre a verdade. Dea Birkett, a apresentadora do programa, sugeriu que "Christian versus Bligh veio a representar rebelião contra autoritarismo, uma vida restringida contra uma vida de liberdade, repressão sexual contra licença sexual".